# Carlos A.Carrillo
Carlos A.Carrillo là một đô thị thuộc bang Veracruz, México. Năm 2005, dân số của đô thị này là 21962 người.